# Del Dios (California)
Del Dios es un área no incorporada ubicada del condado de San Diego en el estado estadounidense de California. La localidad se encuentra ubicada al oeste del Lago Hodges y al este de la Ruta de Condado S6 en Escondido.